# NGC 315
NGC 315 je galaksija u zviježđu Ribe.

## Vanjske poveznice
- SEDS: NGC 315